# 単位 (社会組織)
単位（たんい、英語：Work unit、working unit）とは、中華人民共和国の社会における基層組織であり、労働を媒介として全人民を組織化し、行政、経済、思想のあらゆる面から管理・支配する中国特有の組織である。その起源は戦前の革命根拠地まで遡り、当時の困難な状況下で中国共産党と軍の各組織は軍事共産主義の配給制と自給自足を強いられて「単位」体制を編み出していく。国共内戦に勝利すると、党は「単位」体制を都市部を含めて全国に押し広めた。

## 概説
社会主義体制をとる中国では、所有形態は生産手段に関する国有ないし公有制、すなわち具体的には全人民所有制、および集団所有制と、生活に関する私的所有とに区分される。全人民所有制とは、「国有」を意味するのであって、「単位」と呼ばれる国有企業が代表的な対象であった。中国では農村戸籍を持つ農民を除いて、すべての就業人民は何らかの「単位」に属した。すなわち、中国の都市部においては、「単位」とは工場、政府、商店、学校、研究所、文化団体などの総称であり、「職場」という意味でもあった。都市部の住民にとっては、給与から住居・退職金などの社会福祉はいっさいこの「単位」が供与していた。「単位」内部の者は、失業のおそれがないかわりに、自由な流動は不可能で、誕生から死までの一切の面倒を「単位」に仰いでいた。結婚登記からホテルの宿泊、飛行機の切符購入、離婚、養子縁組に際し必要となる身分証明書のためには、「単位」発行の紹介状が必要だったのである。また「単位」は、単なる「職場」の域を超えて、家長のように連帯責任を負う。伝統的に中国では、家族が社会の基本組織になって多くの機能を担ってきたが、現代中国の家庭、特に都市部の家庭において、このような機能が残っている例は極めて少なかった。旧来の家族が担っていたそのような機能は、「単位」という団体本位の組織に吸収されたのである。しかし、今日では都市部においても「単位」に属しない個人経営者があらわれ始め、また私営企業や外資系企業が、従来「単位」が担ってきた経済外的諸機能を脱ぎ捨て始めたので、中国社会における「単位」の統制力は弱体化されつつあった。

## 「単位」から「社区」へ
1980年代後半以降、国有企業の非効率の問題が徐々に露呈し始めた。政府は全面的な国有企業改革を推進し、社会的サービスの機能を企業から切り離し、国営企業を純粋な経済単位とした。1990年代以降企業の余剰人員が整理され、失業者が急速に増え、失業者に対する社会的ケアや支援が重要課題となった。市場経済の進展に伴い、私営企業、民間企業等の非国有企業が急成長し、国有企業以外に雇用される人々が増加し、「単位」に属さない住民が増加した。外資系企業の発展は、沿海地区の経済が飛躍的に発展させると同時に、都市と農村の格差を拡大させ、都市に出稼ぎに行く流動人口を加させた。このような事情のもと1980年代後半以降、全国規模での基層社会組織再編を伴った社区建設事業になっていった。社区建設とは、党と政府の主導の下で、社区の力に拠り、社区の資源を活用して社区の機能を強化し、社区の問題を解決し、社区成員の生活レベルを向上させ、社区の経済、政治文化、環境の協調・発展を促進する過程である。1990年代後半以降、政府はこのような社区建設を強力に推し進め、「単位」制度の下で周縁化されていた居民委員会の機能を強化した。居民委員会は行政の末端組織である「街道弁事処」の指導を受け、国家政策の宣伝、計画出産の管理、社会治安の維持、流動人口の管理、失業者の就業斡旋、青少年教育などの街道弁事処から下達された行政的な活動を行っている。